# HEAVY
『HEAVY』（ヘヴィ）は、1987年（昭和62年）6月5日に発売された日本のアルバムである。近田春夫のヒップホップレーベル「BPM」の初のベスト・アルバムである。「President BPM featuring TINNIE PUNX and F.O.E.」名義である。

## 概要・略歴
本アルバム『HEAVY』は、「BPM」レーベルの最初で最後のアルバムである。1986年（昭和61年）10月25日発売の12インチシングル『MASS COMMUNICATION BREAKDOWN』からのシングルと、表題曲「HEAVY」、「EGOIST」といった未発表音源も収録されている。同レーベルとしても、近田としても、アナログ・レコードとCDが同時に発売されたゆいいつのアルバムである。
「President BPM」は、近田の同レーベルにおけるアーティスト名であり、「TIKADAHARO」はおなじく近田の作家名である。それに倣ってか、細野晴臣も作家名を「HOSONOHAROMI」としている。F.O.E.名義であるが細野のみで、野中英紀はクレジットされていない。
おもな参加アーティストは、近田、細野、TINNIE PUNXのKAN TAKAGI、JERSEY KAN（高木完）とHIROSHI FUJIWARA（藤原ヒロシ）、SEIKOH ITOH（いとうせいこう）のほか、元近田春夫&BEEFで、のちにビブラストーンに参加するNOGERA、のちにビブラストーンのDr.Tommy、元ピンナップスのKOUICHI EGURA（江蔵浩一）、元近田春夫&ビブラトーンズで当時PINK在籍中のYUTAKA FUKUOKA（福岡ユタカ）、おなじくPINKのHAJIME OKANO（岡野ハジメ）、YUTAKA FRESH J（DJ YUTAKA）、モンチ田中らのMIDMASTERMIX PROJECT（M.I.D.）、サックス奏者のJ.H.CONCEPTION（J.H.コンセプション）、トランペット奏者のSUSUMU KAZUHARA（数原晋）、元スペクトラムのトランペット奏者で現在作曲家の兼崎順一、トロンボーン奏者のTAKAAKI HAYAKAWA（早川隆章）、EARTHSHAKERのギタリストSHINICHIRO "SHARA" ISHIHARA（石原慎一郎）、DJ JUMBO（中村義昭）、同年4月25日に公開された映画『ベッドタイムアイズ』（1987年）にも出演したシンガーのJAMES NORWOOD（ジェイムズ・ノーウッド）らである。ほとんどすべてのターンテーブルは、同年1月21日に発表されたReal Fish featuring 桑田佳祐＋いとうせいこう『ジャンクビート東京』（1987年）で知られるMOTONARI KANOUが回している。
本アルバムは、のちに 1993年（平成5年）3月24日にシックスティ・ミュージックネットワークからCD再発売されたが、2009年4月現在廃盤のままである。

## 収録曲
1. NASU-KYURI (ULTIMATE GO-GO MIX) - President BPM
  - 作詞・作曲・編曲 TIKADAHARO
  - ラップ President BPM、NOGERA、GAKUROU、Dr. TOMMY、KENNITH ABRAHAMSBOND / ターンテーブル MOTONARI KANOU
2. HEAVY - President BPM
  - 作詞・作曲・編曲 TIKADAHARO
  - ラップ President BPM、NOGERA、KOUICHI EGURA、GAKUROU、AKIKO OHMORI / ギター KOUICHI EGURA / サックス GAKUROU / スクラッチ YUTAKA FRESH J
3. Hoo! Ei! Ho! - BPM PRESIDENTS featuring TINNIE PUNX
  - 作詞・作曲・編曲 TIKADAHARO
  - ラップ President BPM、KAN TAKAGI & HIROSHI FUJIWARA (for TINNIE PUNX) / ターンテーブル MOTONARI KANOU
4. Masscommunication Breakdown - President BPM
  - 作詞・作曲・編曲 TIKADAHARO
  - ラップ TIKADAHARO、HIROSHI FUJIWARA、JERSEY KAN、GEORGE MUSIC、JAMES NORWOOD、HILTON "B" JARRETT、KENNITH "KENI" ABRAHAMSBOND、GENO C、YUTAKA FUKUOKA、HAJIME OKANO / ターンテーブル HIROSHI FUJIWARA、MIDMASTERMIX PROJECT / キーボード TIKADAHARO / ホーンズ J.H.CONCEPTION、SUSUMU KAZUHARA、DOMPEI KANEZAKI、TAKAAKI HAYAKAWA / パワーギター SHINICHIRO "SHARA" ISHIHARA (for EARTHSHAKER)
5. I Luv Got The Groove - TINNIE PUNX
  - 作詞 KAN TAKAGI、作曲 HIROSHI FUJIWARA、編曲 TINNIE PUNX
  - ラップ JERSEY KAN、HIROSHI FUJIWARA / バックアップラップ DJ KEIKO S.、DJ KAZU REICHEL / ターンテーブル HIROSHI FUJIWARA
6. EGOIST - President BPM
  - 作詞・作曲・編曲 TIKADAHARO
  - ラップ President BPM、KAN、DJ JUMBO、KRUSH GROUP (SHIMADA TSURUOKA AMAKAWAYA) / ターンテーブル MOTONARI KANOU
7. COME★BACK - F.O.E. featuring HARUOMI HOSONO with President BPM and SEIKOH ITOH
  - 作詞 SEIKOH ITOH ＋ KAN TAKAGI ＋ TIKADAHARO ＋ HOSONOHAROMI、作曲・編曲 HOSONOHAROMI
  - ラップ TIKADAHARO、HOSONOHAROMI、SEIKOH ITOH / ラップ & Humdu mix KAN TAKAGI / Humdu mix HIROSHI FUJIWARA / ターンテーブル MOTONARI KANOU
8. DUVGOTHEGROOVE II - TINNIE PUNX
  - 作詞・作曲・編曲 TINNIE PUNX
  - ターンテーブル & ラップ KAN TAKAGI & HIROSHI FUJIWARA (TINNIE PUNX)
9. NASU-KYURI - President BPM
  - 作詞・作曲・編曲 TIKADAHARO
  - ラップ TIKADAHARO、NOGERA、GINO C、DEF D、KENNITH "KENI" ABRAHAMSBOND、JAMES NORWOOD / パワーギター KOUICHI EGURA / ターンテーブル MOTONARI KANOU

## 関連事項
- 1986年の音楽
- 1987年の音楽
- BPM (レーベル)
- ビブラストーン

## 註
1. ↑  石川誠壱のウェブサイト「近田春夫と私」の記述を参照。
2. 1 2  本アルバム『HEAVY』（1987年）のジャケットおよびライナーの記述を参照。
3. ↑  #外部リンク内のYahoo! ミュージック「HAEVY」リンク先の記述を参照。